# Ekstraklasa islandzka w hokeju na lodzie (2018/2019)
Sezon ekstraklasy islandzkiej rozegrany został na przełomie 2018 i 2019 roku. Będzie to 28. sezon rozgrywek o Mistrzostwo Islandii w hokeju na lodzie.

## Sezon zasadniczy
Sezon zasadniczy rozpoczął się 2 października 2018 roku. Uczestniczyć w nim będą 3 drużyny, które rozegrają 15 spotkań.
| Poz. | Drużyna                 | M | Pkt. | Z | ZpD | PpD | P | G+ | G- | +/- |
| ---- | ----------------------- | - | ---- | - | --- | --- | - | -- | -- | --- |
| 1    | Björninn                |   |      |   |     |     |   |    |    |     |
| 2    | Skautafélag Akureyrar   |   |      |   |     |     |   |    |    |     |
| 3    | Skautafélag Reykjavíkur |   |      |   |     |     |   |    |    |     |

- = Awans do finału

## Finał
W mecze finałowych uczestniczyć będą dwie najlepsze drużyny sezonu zasadniczego. 
Finał rozgrywany był w formule do trzech zwycięstw według schematu: 1-1-1-1-1 (co oznacza, że klub wyżej rozstawiony rozgrywał w roli gospodarza mecze nr 1., 3., oraz ewentualnie 5.). Niżej rozstawiona drużyna rozgrywała w swojej hali mecz nr 2. i 4.